# Hrabstwo Wabash (Illinois)
Hrabstwo Wabash – hrabstwo w USA, w stanie Illinois, z liczbą ludności wynoszącą 12 937, według spisu z 2000 roku. Siedzibą administracji hrabstwa jest Mount Carmel.

## Geografia
Według spisu hrabstwo zajmuje powierzchnię 590 km², z czego 579 km² stanowią lądy, a 11 km² (1,88%) wody.

### Miasta
- Mount Carmel

### Wioski
- Allendale
- Bellmont
- Keensburg

### Sąsiednie hrabstwa
- Hrabstwo Lawrence – północ
- Hrabstwo Knox – północny wschód
- Hrabstwo Gibson – wschód
- Hrabstwo White – południowy zachód
- Hrabstwo Edwards – zachód
- Hrabstwo Richland – północny zachód

Stan Illinois na mapie USA

## Historia
Hrabstwo Vermilion zostało utworzone w 1824 roku z hrabstwa Edwards po zbrojnej konfrontacji pomiędzy wojskami miasta Albion a Mount Carmel. Swoją nazwę przyjęło po rzece Wabash, tworzącej wschodnia granicę.

## Demografia
Według spisu z 2000 roku hrabstwo zamieszkuje 12 937 osób, które tworzą 5192 gospodarstw domowych oraz 3587 rodzin. Gęstość zaludnienia wynosi 22 osób/km². Na terenie hrabstwa jest 5758 budynków mieszkalnych o częstości występowania wynoszącej 10 budynków/km². Hrabstwo zamieszkuje 97,86% ludności białej, 0,39% ludności czarnej, 0,17% rdzennych mieszkańców Ameryki, 0,45% Azjatów, 0,05 mieszkańców Pacyfiku, 0,26% ludności innej rasy oraz 0,83% ludności wywodzącej się z dwóch lub więcej ras, 0,73% ludności to Hiszpanie, Latynosi lub inni.
W hrabstwie znajduje się 5192 gospodarstw domowych, w których 30,90% stanowią dzieci poniżej 18. roku życia mieszkający z rodzicami, 57,20% małżeństwa mieszkające wspólnie, 8,70% stanowią samotne matki oraz 30,90% to osoby nie posiadające rodziny. 27,00% wszystkich gospodarstw domowych składa się z jednej osoby oraz 13,60% żyje samotnie i ma powyżej 65. roku życia. Średnia wielkość gospodarstwa domowego wynosi 2,46 osoby, a rodziny 2,98 osoby.
Przedział wiekowy populacji hrabstwa kształtuje się następująco: 24,20% osób poniżej 18. roku życia, 9,10% pomiędzy 18. a 24. rokiem życia, 26,40% pomiędzy 25. a 44. rokiem życia, 23,30% pomiędzy 45. a 64. rokiem życia oraz 17,00% osób powyżej 65. roku życia. Średni wiek populacji wynosi 39 lat. Na każde 100 kobiet przypada 95,30 mężczyzn. Na każde 100 kobiet powyżej 18. roku życia przypada 92,70 mężczyzn.
Średni dochód dla gospodarstwa domowego wynosi 34 473 USD, a dla rodziny 42 142 dolarów. Mężczyźni osiągają średni dochód w wysokości 31 142 dolarów, a kobiety 18 091 dolarów. Średni dochód na osobę w hrabstwie wynosi 16 747 dolarów. Około 9,50% rodzin oraz 14,10% ludności żyje poniżej minimum socjalnego, z tego 19,70% poniżej 18. roku życia oraz 9,50% powyżej 65. roku życia.